# Yuji Hashimoto
Yuji Hashimoto (橋本 雄二 Hashimoto Yuji?), född 13 maj 1970 i Ibaraki prefektur, är en japansk tidigare fotbollsspelare.
Hashimoto började sin karriär 1993 i Gamba Osaka. 1997 flyttade han till Sagan Tosu. Han avslutade karriären 1998.